# 伪全纯曲线
拓扑学与几何学中，伪全纯曲线（或J-全纯曲线）是黎曼曲面到殆复流形的光滑映射，并满足柯西-黎曼方程。伪全纯曲线在1985年由米哈伊尔·格罗莫夫提出，自此彻底改变了辛流形研究。特别是，它们导致了格罗莫夫–威滕不变量与弗洛尔同调，并在弦理论中发挥了重要作用。

## 定义
令X为殆复流形，具有殆复结构J。令C是光滑黎曼曲面（也叫复曲线），具有复结构j。X中的伪全纯曲线是映射{\displaystyle f:C\to X}，满足柯西-黎曼方程
{\displaystyle {\bar {\partial }}_{j,J}f:={\frac {1}{2}}(df+J\circ df\circ j)=0.}
由于{\displaystyle J^{2}=-1}，这条件等价于
{\displaystyle J\circ df=df\circ j,}
意味着微分{\displaystyle {\rm {d}}f}是复线性的，即J将每个切空间
{\displaystyle T_{x}f(C)\subseteq T_{x}X}
映射到自身。出于技术原因，通常最好引入某种不齐次项{\displaystyle \nu }，并研究满足微扰柯西-黎曼方程
{\displaystyle {\bar {\partial }}_{j,J}f=\nu .}
的映射。更具体地说，满足这方程的伪全纯曲线可以叫做{\displaystyle (j,J,\nu )}-全纯曲线。扰动项{\displaystyle \nu }有时被假定为由哈密顿量生成的（特别是弗洛尔理论中），但一般来说不需要。
据定义，伪全纯曲线总是参数化的。在应用中，人们通常真正感兴趣的是未参数化的曲线，即X的嵌入（或浸入）双子流形，因此可通过保相关结构的域重参数化来进行模拟。在格罗莫夫–威滕不变量的情形下，我们只考虑固定亏格g的闭域C，并在C上引入n个标记点（或称穿刺，puncture）。一旦标记点的欧拉示性数{\displaystyle 2-2g-n}为负，C就将只有有限多保标记点的全纯重参数化。域曲线C是曲线的德利涅-芒福德模空间的一个元素。

## 与经典柯西-黎曼方程的类比
经典情形是X、C都是简单复平面。实坐标中
{\displaystyle j=J={\begin{bmatrix}0&-1\\1&0\end{bmatrix}},}
{\displaystyle df={\begin{bmatrix}du/dx&du/dy\\dv/dx&dv/dy\end{bmatrix}},}
其中{\displaystyle f(x,y)=(u(x,y),v(x,y))}。将这些矩阵按两个不同阶数相乘后，立即得到方程
{\displaystyle J\circ df=df\circ j}
等价于经典柯西-黎曼方程
{\displaystyle {\begin{cases}du/dx=dv/dy\\dv/dx=-du/dy.\end{cases}}}

## 在辛拓扑中的应用
虽然伪全纯曲线可对任何殆复流形定义，但当J与辛形式{\displaystyle \omega }相互作用时，伪全纯曲线尤其有趣。当且仅当殆复结构J满足，对所有非零切向量v，
{\displaystyle \omega (v,Jv)>0}
称J是{\displaystyle \omega }-驯顺（tame）的。驯顺性意味着公式
{\displaystyle (v,w)={\frac {1}{2}}\left(\omega (v,Jw)+\omega (w,Jv)\right)}
在X上定义了黎曼度量。格罗莫夫证明，对给定的{\displaystyle \omega }，{\displaystyle \omega }-驯顺J的空间非空、且是可收缩的。他用这一理论证明了关于球到圆柱的辛嵌入的非挤压定理。
格罗莫夫证明，伪全纯曲线的特定模空间（满足附加的特定条件）是紧的，并描述了伪全纯曲线在只假定有限能量时退化的方式。（有限能量条件尤其适用于辛流形中有固定同调类的曲线，其中J是{\displaystyle \omega }-驯顺或{\displaystyle \omega }-相容的）。这一格罗莫夫紧性定理现在利用稳定映射得到了极大推广，使得格罗莫夫–威滕不变量的定义成为可能，它可以计算辛流形中的伪全纯曲线。
伪全纯曲线的紧模空间也用于构造弗洛尔同调，安德烈斯·弗洛尔（及后来的学者，在更广的广义上）用它来证明弗拉基米尔·阿诺德关于哈密顿向量场定点数的著名猜想。

## 在物理学中的应用
在II类弦论中，我们考虑弦沿着卡拉比-丘3-流形中的路径运动时描绘的面。根据量子力学的路径积分表述，我们希望计算所有此类面的空间的某些积分。这空间是无限维的，因此在数值上很难算出积分。不过，在A-twist下，我们可以推导出这些面由伪全纯曲线参数化，于是路径积分可简化为伪全纯曲线（更确切地说是稳定映射）模空间上的积分，是有限维的。例如，闭IIA型弦论中，这些积分正是格罗莫夫–威滕不变量。